# 크리스티안 8세

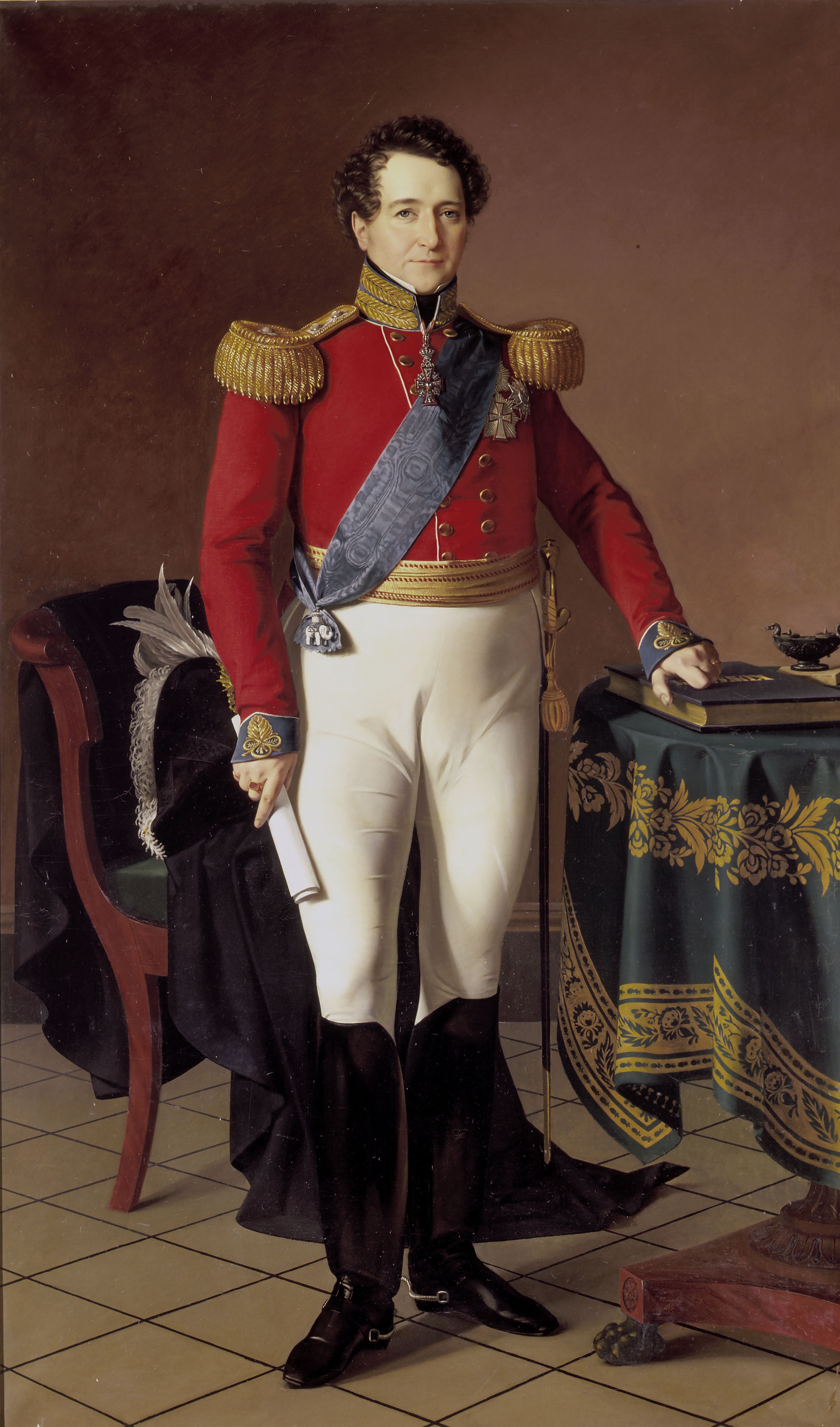
크리스티안 8세

크리스티안 8세(덴마크어: Christian 8., 1786년 9월 18일 ~ 1848년 1월 20일)는 덴마크의 국왕(재위: 1839년 12월 3일 ~ 1848년 1월 20일)이자 노르웨이의 국왕(재위: 1814년 5월 17일 ~ 1814년 10월 10일)이다. 노르웨이의 국왕 크리스티안 프레데리크(노르웨이어: Christian Frederik)에 해당한다.

## 생애
덴마크 코펜하겐에 위치한 크리스티안스보르 성(Christiansborg)에서 세습왕자 프레데리크(Frederick)와 그의 아내인 메클렌부르크슈베린의 소피아 프레데리카(Sophia Frederica)의 아들로 태어났다.
1806년 6월 21일에는 자신의 사촌인 메클렌부르크슈베린의 샤를로테 프레데리카(Charlotte Frederica, 메클렌부르크슈베린의 프리드리히 프란츠 1세(Friedrich Franz I) 대공의 딸)와 결혼하여 슬하에 2명의 아들을 두었지만 1810년에 이혼하고 만다. 첫째 아들인 크리스티안 프레데리크(Christian Frederik)는 1807년 4월 8일에 태어나자마자 사망했다.
1815년 5월 22일에는 슐레스비히홀슈타인존더부르크아우크스텐부르크(Schleswig-Holstein-Sonderburg-Augustenburg)의 카롤리네 아말리에(Caroline Amalie) 공주와 결혼했지만 자식을 낳지 못했고 혼외 자녀 10명을 두었다.
1814년 2월 16일에 열린 노르웨이 귀족 회의에서 노르웨이 왕국의 섭정으로 선출되었다. 1814년 5월 17일에 열린 노르웨이 제헌의회에서 만장일치로 노르웨이의 국왕으로 추대되면서 노르웨이의 크리스티안 프레데리크(Christian Frederick) 국왕으로 즉위했지만 노르웨이는 스웨덴과의 전쟁에서 패전하고 만다.
1814년 8월 14일 스웨덴과 노르웨이 사이에 체결된 모스(Moss) 조약에 따라 자신의 권력을 노르웨이 의회(Storting, 스토르팅)에 이양하면서 노르웨이의 왕위에서 물러났고 나중에 덴마크로 귀환했다.
1839년 12월 3일에 덴마크의 크리스티안 8세 국왕으로 즉위했고 1848년 1월 20일 코펜하겐 아말리엔보르 성에서 사망했다. 그의 시신은 로스킬레 대성당에 안치되었으며 덴마크의 왕위는 그의 둘째 아들인 프레데리크 7세가 승계받았다.